# 2004年アテネオリンピックのマラウイ選手団
2004年アテネオリンピックのマラウイ選手団（2004ねんアテネオリンピックのマラウイせんしゅだん）は、2004年8月13日から8月29日にかけてギリシャの首都アテネで開催された2004年アテネオリンピックのマラウイ選手団、およびその競技結果。

## 概要
マラウイはこのオリンピックに男女2人ずつ計4人の代表選手を参加させたが、メダルを得ることはできなかった。

## 陸上競技
| 選手名                 | 種目        | 予選     | 予選 | 結果     |
| 選手名                 | 種目        | 記録     | 順位 | 結果     |
| ---------------------- | ----------- | -------- | ---- | -------- |
| Kondwani Chiwina       | 男子 800 m  | 1:49.87  | 65   | 予選敗退 |
| キャサリン・チクワクワ | 女子 5000 m | 15:46.17 | 28   | 予選敗退 |

## 競泳競技
| 選手名      | 種目            | 予選  | 予選 | 結果     |
| 選手名      | 種目            | 記録  | 順位 | 結果     |
| ----------- | --------------- | ----- | ---- | -------- |
| Yona Walesi | 男子 50m 自由形 | 34.11 | 83   | 予選敗退 |
| Han Choi    | 女子 50m 自由形 | 31.62 | 69   | 予選敗退 |

## マラウイオリンピック委員会
- 会長：Jerome Waluza
- 事務総長：James Gwaza